# Церковь Христа Царя (Рига)
Церковь Христа Царя (латыш. Kristus Karaļa baznīca) — католическая церковь в Риге (Латвия). Расположена на территории Саркандаугавского кладбища на границе районов Межапаркс и Саркандаугава по адресу проспект Межа, 86.

## История
В начале XX века в Саркандаугаве проживало много католиков — рабочих местных заводов, но католической церкви в окрестностях не было. Первоначально собрания католической общины проходили на первом этаже частного пятиэтажного дома на улице Дунтес, 52, но этих помещений для растущей общины не хватало.
Сбор средств на строительство церкви начался в 1912 году. Предполагалось, что сперва будет построена временная деревянная церковь, которая позже будет заменена каменной. Сбор средств завершился в 1914 году, но началу строительства помешала Первая мировая война: заводы и их персонал были эвакуированы. 
Вновь вопрос о строительстве церкви был поднят только в 1930 году, когда было определено новое месторасположение. Новый проект был утверждён в 1935 году, его разработали архитекторы Индрикис Бланкенбург и К. Рейсон. 
Фундамент церкви был освящён митрополитом А. Спринговичем 27 октября 1935 года, однако на дальнейшее строительство не хватило средств. Община пыталась собрать их проведением благотворительных мероприятий и лотерей. В 1936 году рядом с церковью был построен дом священника, в 1938 году проект переработал строительный инженер А. Страздыньш. 
В 1939 году 5 тысяч латов на строительство пожертвовал президент К. Улманис. 
В 1940 году Папа Римский Пий XII пожертвовал на проведение лотереи для сбора средств позолоченный крест c изображением Спасителя, который выиграл настоятель Рудзатской церкви А. Юхневич. 
Строительство продолжалось до 1944 года, освящение храма произошло 26 апреля 1943 года. Первым его настоятелем был Казимир Вилнис, который эмигрировал в Швецию при отступлении немецко-фашистских войск в 1944 году.
После Второй мировой войны церковь оставалась действующей на всём протяжении советской власти. Общиной руководил Павилс Янковскис, который после кончины был похоронен в церковном саду.
В 2003—2004 годах была построена предусмотренная первоначальным проектом колокольня высотой 35 метров. В это время в церкви служил ставший впоследствии рижским архиепископом священник Збигнев Станкевич.

## Настоящее время
При церкви действует приходская школа. Есть хор, проходят пастырские встречи для молодёжи, действуют мужская и женская молитвенные группы. Мессы проходят на латышском, польском и русском языках.